# Allée funéraire de Saltrès
L'Allée funéraire de Saltrès est le nom donné à une construction mégalithique située sur la commune de Courbiac dans le département français de Lot-et-Garonne.

## Description
Le monument est en grande partie ruiné. Il s'étire sur 9 m de long et 0,70 m de large selon une orientation nord-ouest/sud/est. L'allée est délimitée par cinq orthostates sur le côté gauche et quatre, dont une effondrée, sur le côté droit. Une grande dalle posée au sol vers le fond de la chambre constitue un vestige du dallage antérieur.
Le résultat des fouilles menées par un amateur dans les années 1960 est inconnu.